# Kawi
Pour les articles homonymes, voir Kawi (homonymie).
Le kawi (également orthographié kavi), communément appelé vieux javanais, est la langue littéraire ancienne de Java en Indonésie. Son nom dérive de kavya, un genre poétique apparu au VIIe siècle dans les cours de l'Inde.
Wilhelm von Humboldt a décrit cette langue en 1834 et son étude lui a permis de lancer l'idée d'une famille des langues malayo-polynésiennes.

## Écriture kawie
La langue a été elle-même transcrite dans un système d'écriture propre, l'écriture kawie (en) (ou kavie) basée sur un alphasyllabaire de même nom, dérivé de l’écriture pallava (le vatteluttu).
L'écriture kawie (ronde) a plus tard donné naissance à :
- (par enrichissement et transformation des traits) l’écriture javanaise contemporaine, et
- (par une grande simplification des traits et de la phonologie) à l'écriture lontara (carrée),

deux écritures encore utilisées de façon traditionnelle pour quelques autres langues indonésiennes contemporaines dérivées elles aussi du vieux javanais, telles que :
- d’une part le javanais et le balinais modernes,
- et d'autre part le bugis ou le makassar.

La langue kawie a suivi l'évolution de l'écriture vers la langue javanaise moderne, mais a continué à être parlée et restera transcrite à partir du XVIe siècle dans l’alphasyllabaire javanais moderne, jusqu'à l'extinction de la langue kawie vers le XIXe siècle. Le grand spécialiste de la langue, le père jésuite néerlandais Zoetmulder, professeur à l'Université Gadjah Mada, compila un dictionnaire Vieux javanais - Anglais pour ses étudiants.

## Leskakawin
Sur la base du mot kawi, les Javanais ont formé le mot kakawin (« kawinité »), mot qui désigne un genre poétique écrit dans cette langue. Les kakawin ont été écrits à Java et Bali du VIIIe siècle au XIXe siècles.
Bien qu'ils décrivent des personnages et événements tirés de la mythologie hindoue, les kakawin ont pour cadre les lieux dans lesquels ils ont été composés. Ils sont donc une très riche source d'information sur la société des cours de Java et Bali de leur époque.

### Quelqueskakawincélèbres
- Ramayana, tiré de l'épopée indienne du même nom et écrit vers 870
- Arjunawiwaha ou « Mariage d'Arjuna », de Mpu Kanwa, tiré du Mahābhārata et écrit vers 1030 sous le roi Airlangga de Kahuripan (Java oriental)
- Bharatayuddha ou « guerre des Bharata », de Mpu Sedah et Mpu Panuluh, inspiré du Mahabharata et écrit en 1157
- Nagarakertagama ou Desawarnana, de Mpu Prapañca, écrit en 1365 sous le règne du roi Hayam Wuruk de Majapahit (Java oriental)
- Sutasoma, de Mpu Tantular, écrit au XIVe siècle, dont est tiré la devise de la république d'Indonésie, « Bhinneka Tunggal Ika »

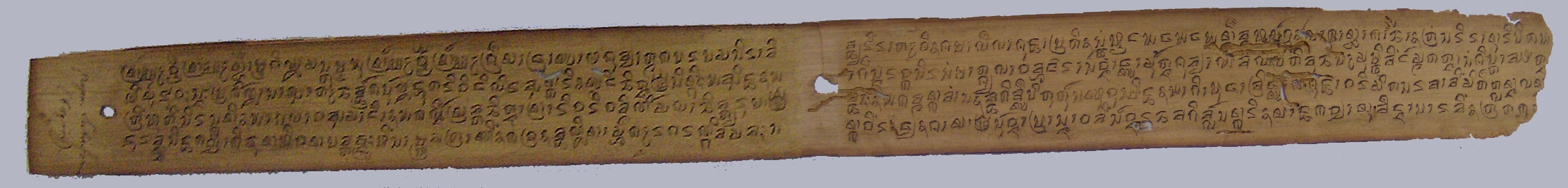
Page du kakawin Sutasoma